# جون لورد (كريكت)
جون لورد (29 أبريل 1844 في أستراليا - 25 مايو 1911) (بالإنجليزية: John Lord)‏ هو لاعب كريكت أسترالي. لعب مع فريق تسمانيا للكريكت ونادي مقاطعة هامبشاير للكريكت ‏.

## وصلات خارجية
- جون لورد على موقع إي آس بي آن كريك إنفو (الإنجليزية)